# Vekunta extima
Vekunta extima är en insektsart som beskrevs av Yang och Wu 1993. Vekunta extima ingår i släktet Vekunta och familjen Derbidae. Inga underarter finns listade i Catalogue of Life.